# Soleil couchant
Soleil couchant (titre original : That Evening Sun) est une nouvelle du romancier américain William Faulkner, parue en 1931.

## Historique
Soleil couchant est initialement parue en septembre 1931 dans le recueil Treize histoires (These Thirteen).
Le titre original anglais, That Evening Sun, est tiré de la chanson Saint Louis Blues, composée par William Christopher Handy, et rendue célèbre par Bessie Smith et Louis Armstrong en 1927.
La nouvelle avait été auparavant publiée dans une version légèrement différente sous le titre That Evening Son Gone Done en mars 1931 dans le mensuel The American Mercury. Une des modifications entre les deux versions vient du remplacement, par imposition de la censure, du violent et jaloux amant de Nancy, nommé Jésus, par un personnage nommé Jubal.

## Résumé
Quentin Compson se remémore un épisode de son enfance. Au tournant du siècle, lui, son frère et sa sœur voyait parfois Nancy, une jeune Noire, venir remplacer la cuisinière Dilsey quand cette dernière tombait malade.
Les enfants comprenaient mal alors pour quelle raison on chuchotait qu'elle avait une conduite scandaleuse. C'est que Nancy se prostituait. Mise en prison, elle avait en outre commis le péché de vouloir attenter à sa vie. En outre, et surtout, elle vivait avec Jésus, un petit caïd violent et jaloux, toujours en rogne contre Nancy qu'il suspectait être enceinte d'un Blanc. Le père de Quentin avait intimé l'ordre à tous de soigneusement l'éviter.
Un jour, en l'absence de Jésus, Nancy a peur de rentrer chez elle. Elle craint qu'à son retour, Jésus devienne violent et la tue. Elle demande à Mr. Compson de la protéger en la gardant dans son foyer. Quentin est témoin de leur conversation. Son père propose à Nancy de la raccompagner chez elle. Un autre soir, elle ne peut rester seule dans la cuisine et se réfugie dans la chambre des enfants. Un autre soir, elle se fait raccompagner par les enfants et cherche ensuite à les garder avec elle, mais le père vient les cherches et les ramène à la maison et les réprimande de leur insouciance.

## Particularités de la nouvelle
La nouvelle peut être envisagée comme une introduction au roman Le Bruit et la Fureur, dont elle reprend le cadre et plusieurs des personnages principaux.
Tout comme dans une partie du roman Le Bruit et la Fureur, la narration de cette nouvelle est assurée par le personnage de Quentin Compson.

## Éditions françaises
- Soleil couchant, traduit de l'anglais par Maurice-Edgar Coindreau, dans la revue Europe, t. 37, du 15 janvier 1935.
- Soleil couchant, traduit de l'anglais par Maurice-Edgar Coindreau, dans Treize histoires, Paris, Gallimard, « Du monde entier », 1939.
- Soleil couchant, traduit de l'anglais par Maurice-Edgar Coindreau, révisée par Michel Gresset, Paris, Gallimard, « Folio bilingue » no 59, 1996 ; réédition, Paris Gallimard, « Folio 2 euros » no 3758, 2002

## Sources
- Robert W. Hamblin et Charles A. Peek. A William Faulkner Encyclopedia, New York, Greenwood, 1999, p. 396-397.
- J.D., Salinger. A Salute to Whit Burnett, dans Fiction Writers Handbook, New York, Harper & Row, 1975.